# زراره
زُرارة بن أعیُن (ولادت حدود ۷۰ - وفات ۱۵۰ هجری قمری) از اصحاب اجماع و راویان حدیث و فقها و متکلمان بنام شیعه و از اصحاب محمد باقر و جعفر صادق بوده‌است. نام او «عبدربه» است و زراره لقبش می‌باشد. و کنیه اش را گروهی ابوالحسن و برخی ابوعلی ذکر کرده‌اند. او احتمالاً در کوفه زاده شده‌است. بخش زیادی از عمرش را در کوفه زیست و همانجا درگذشته‌است.
زراره به همراه حمران، و حمزه ابن محمدبن عبدالله طیار، از شاگردان حکم بن عطیبه به شمار می رفتند که به تدریج از حکم بریده به حلقه درس محمد باقر پیوستند. به نقل از رجانل کشّی، حمران که پیشتر از یاران زین العابدین بود، قدم اول را برادشت. حمزه مدتی میان مدعیان مختلف امامت سرگردان بود و در نهایت به باقر پیوست. زراره مشهورترین در میان این سه بوده و نقش مهمی در تفکر شیعی داشته است.
صادق درباره او می گوید اگر زراره نبود آثار نبوت و احادیث پدرم از بین می رفت. در کتب حدیثی شیعی اثنا عشری و اسماعیلی بسیار از او نقل قول شده است. زراره بعدها از یاران جعفر صادق شده اما ظاهراً صادق او را رد کرده است.
به نوشته کشّی، صادق برای نجات زراره همان کار را کرد که خضر برای حفظ کشتی برای صاحبانش، از دست اندازی سلطان ستمگر کرد.

## نسب
پدربزرگ زراره سنسنْ، از راهبان مسیحی بوده و پدرش اعین نیز رومی است. پدر او برده خاندان شیبان بوده‌است، که در اثر فراگیری قرآن، آزاد می‌شود.

## مقام علمی
ابن ندیم در الفهرست زراره را بزرگترین عالم شیعه در فقه، حدیث، کلام و شناخت مذهب تشیع دانسته‌است. نجاشی در رجال خود وی را بزرگ و استاد شیعیان در زمان حیاتش معرفی می‌کند، که قارِی قرآن، فقیه، متکلم، شاعر و ادیب بوده و تمام خصائص دین و مزایای فضیلت در او جمع شده بود و راستگو، مورد اعتماد و در زمان خویش بر همه اصحاب مقدم بود.
وی از جمله اصحاب اجماع است، که از نظر دانشمندان شیعه هر چه روایت کند، راست و درست است.
زراره تألیفات بسیاری داشته‌است، امّا فقط کتاب الاستطاعة والجبر والعهود به نام او ثبت شده‌است.
زراره به همراه حمران، و حمزه ابن محمدبن عبدالله طیار، از شاگردان حکم بن عطیبه به شمار می رفتند که به تدریج از حکم بریده به حلقه درس باقر پیوستند. زراره مشهورترین در میان این سه بوده و نقش مهمی در تفکر شیعی داشته است.
جعفر صادق درباره او می گوید اگر زراره نبود آثار نبوت و احادیث پدرم از بین می رفت.
در کتب حدیثی شیعی اثنا عشری و اسماعیلی بسیار از او نقل قول شده است. زراره بعدها از یاران صادق شده اما ظاهراً صادق او را رد کرده است. به نوشته کشّی، صادق برای نجات زراره همان کار را کرد که خضر برای حفظ کشتی برای صاحبانش، از دست اندازی سلطان ستمگر کرد.(به این معنا که صادق با طردش، او را از سوء ظن و ستم حاکمان زمان، که به شیعیان سخت می گرفتند، حفظ کرد).